# کویت در المپیک تابستانی ۲۰۲۴
کاروان المپیکی کویت، یکی از کاروان‌های شرکت‌کننده در بازی‌های المپیک تابستانی ۲۰۲۴ بود. این دوره از بازی‌ها از ۲۶ ژوئیه تا ۱۱ اوت ۲۰۲۴ به میزبانی پاریس برگزار شد. این حضور، چهاردهمین حضور این کاروان در المپیک بود؛ اگرچه در ۲۰۱۶، ورزشکاران این کاروان به دلیل محرومیت کویت (به دلیل ورود دولت به ورزش) توسط کمیته بین‌المللی المپیک تحت عنوان ورزشکاران مستقل شرکت کردند.
در پایان این دوره، این کاروان موفق به کسب مدال نشد.

## شرکت‌کنندگان
در جدول زیر، به ورزشکاران این کاروان اشاره شده است.
| ورزش             | مردان | زنان | مجموع |
| ---------------- | ----- | ---- | ----- |
| دو و میدانی      | 1     | 1    | 2     |
| شمشیربازی        | 1     | 0    | 1     |
| روئینگ           | 0     | 1    | 1     |
| قایقرانی بادبانی | 0     | 1    | 1     |
| تیراندازی        | 2     | 0    | 2     |
| شنا              | 1     | 1    | 2     |
| مجموع            | 5     | 4    | 9     |